# Mustassaare
Mustassaare is een plaats in de Estlandse gemeente Võru vald, provincie Võrumaa. In 2021 had de plaats 23 inwoners. Mustassaare heeft de status van dorp (Estisch: küla).
Mustassaare lag tot in oktober 2017 in de gemeente Sõmerpalu. In die maand werd deze gemeente bij de gemeente Võru vald gevoegd.
Het station van Sõmerpalu, een grotere plaats met de status van vlek ten noordoosten van Mustassaare, ligt op het grondgebied van het dorp. De afstand van het station tot het centrum van Sõmerpalu bedraagt ongeveer 2 km. Het station ligt aan de spoorlijn Valga - Petsjory, die in 2001 voor reizigersverkeer gesloten is, maar nog wel voor goederenvervoer wordt gebruikt. Het is een kruisingsplaats in de enkelsporige lijn.

## Geschiedenis
De spoorlijn Valga - Petsjory kwam gereed in 1889. Sõmerpalu had al direct een station aan de lijn. In cyrillisch schrift was de stationsnaam  Зоммерпаленъ, ‘Zommerpalen’. Vanaf 1913 was het mogelijk post af te geven en op te halen op het station. De nederzetting bij het station had geen eigen naam; in het Estisch werd ze Sõmerpalu jaama asundus, ‘nederzetting bij het station van Sõmerpalu’, genoemd. In 1977 werd ze bij het dorp Sõmerpalu gevoegd, dat ten westen en ten noorden van de vlek Sõmerpalu ligt. Pas in 1997 werd Mustassaare een afzonderlijk dorp. De naam is de veldnaam die het gebied had voordat daar het station werd gebouwd.

## Foto's

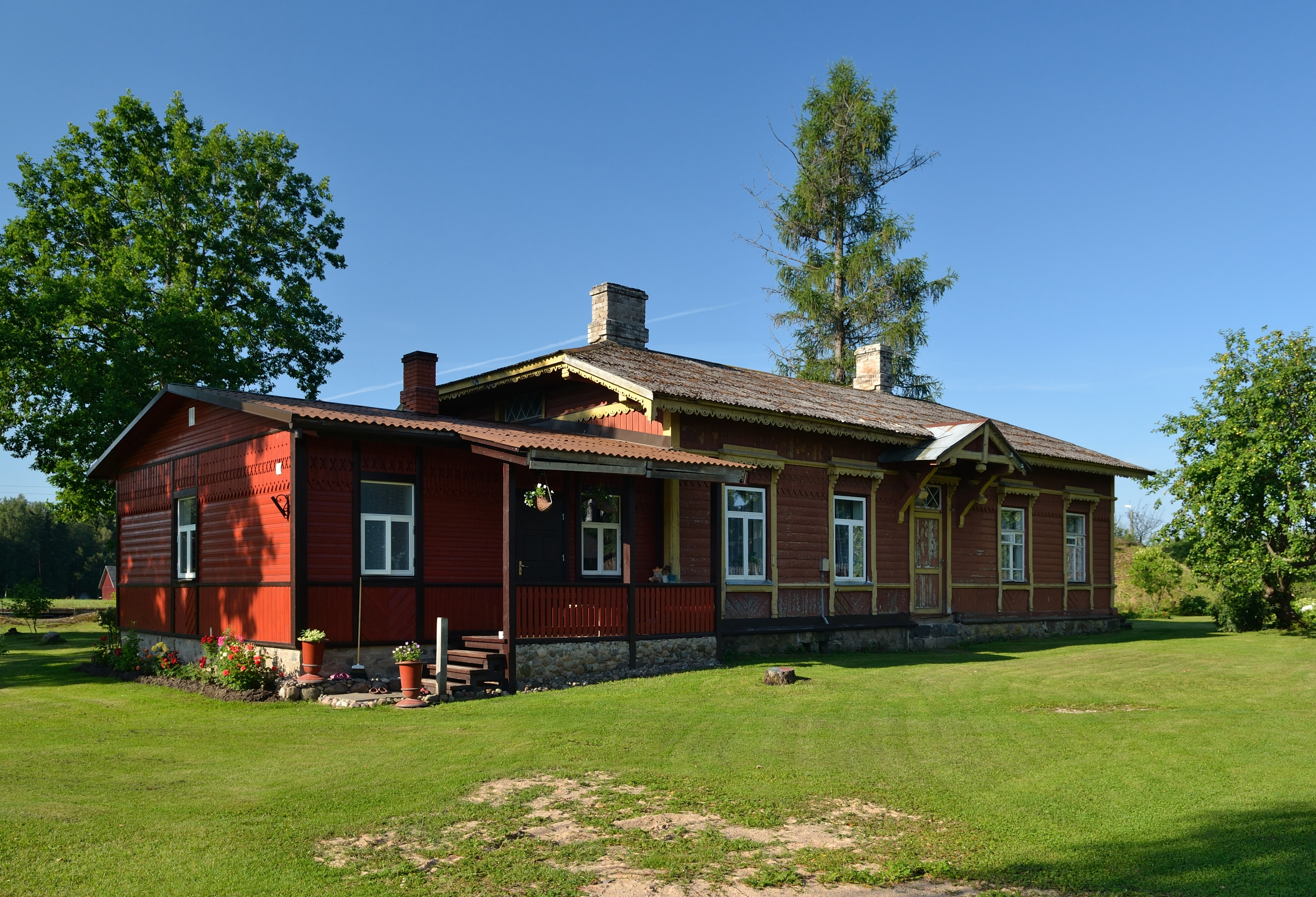
Het voormalige stationsgebouw
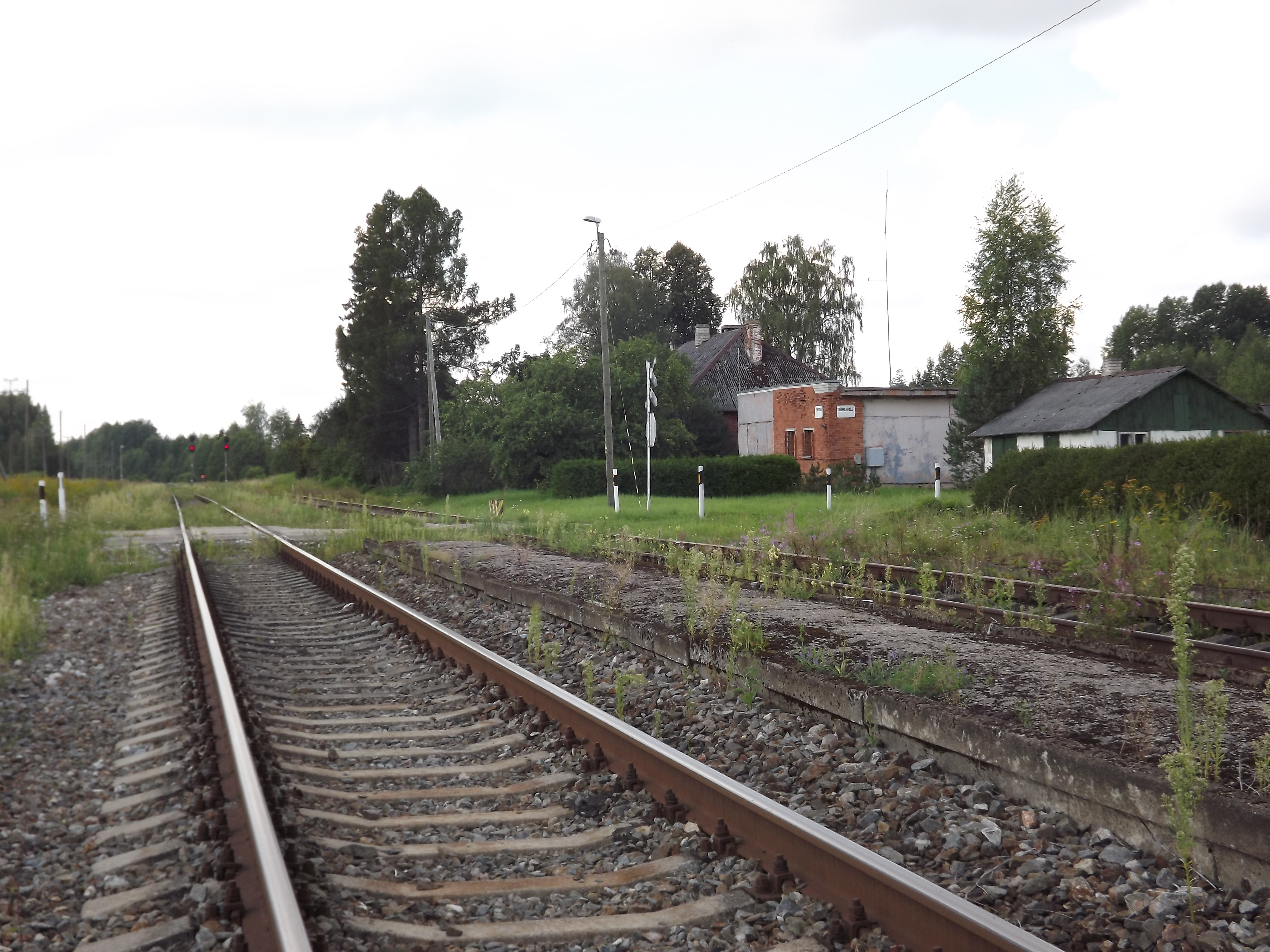
Overweg bij het station